# The Bends
The Bends ist das zweite Musikalbum der britischen Band Radiohead. Es wurde am 13. März 1995 veröffentlicht und von John Leckie und Radiohead produziert. Mit diesem Album erreichte Radiohead den kommerziellen Durchbruch, nachdem sie mit Creep aus dem ersten Album Pablo Honey bereits einen ersten Achtungserfolg hatten. Kritiker beurteilten die Grundstimmung des Albums als „düster, depressiv, wütend und verzweifelt“ und die Stücke reichen von langsameren, hymnenhaften Songs wie dem tieftraurigen Fake Plastic Trees bis hin zu rockigen Stücken wie Just und My Iron Lung. Musikalisch ist eine Nähe zum Indie-Brit-Rock festzustellen, während spätere Alben wie OK Computer und besonders Kid A und Amnesiac zunehmend experimenteller und elektronischer ausfielen.
1997 wurde The Bends viertbestes Album aller Zeiten im „Music of the Millennium“-Voting (HMV, Channel 4, The Guardian und Classic FM). Das Rolling-Stone-Magazin listet das Album auf Platz 110 der Rolling Stone’s 500 Greatest Albums of All Time.
Am 24. März 2009 kam eine Collector’s Edition auf den Markt, die neben einer zweiten CD mit B-Seiten, Live-Aufnahmen und Demo-Versionen auch eine DVD mit Videos und Live-Mitschnitten enthält.

## Titelliste
1. Planet Telex – 4:18
2. The Bends – 4:03
3. High And Dry – 4:17
4. Fake Plastic Trees – 4:50
5. Bones – 3:07
6. (Nice Dream) – 3:52
7. Just – 3:52
8. My Iron Lung – 4:35; auch Titeltrack der gleichnamigen EP
9. Bullet Proof..I Wish I Was – 3:28
10. Black Star – 4:06
11. Sulk – 3:42
12. Street Spirit (Fade Out) – 4:12

Die Collector’s Edition beinhaltet außerdem eine zweite CD, auf der folgende Titel zu finden sind:
1. The Trickster
2. Punchdrunk Lovesick Singalong
3. Lozenge of Love
4. Lewis (Mistreated)
5. Permanent Daylight
6. You Never Wash Up After Yourself (Live)
7. Maquiladora
8. Killer Cars
9. India Rubber
10. How Can You Be Sure
11. Fake Plastic Trees (Acoustic)
12. Bullet Proof.. I Wish I Was (Acoustic)
13. Street Spirit (Fade Out) (Acoustic)
14. Talk Show Host
15. Bishop’s Robes
16. Banana Co
17. Molasses
18. Just (BBC Radio One Session 09/14/94)
19. Maquiladora (BBC Radio One Session 09/14/94)
20. Street Spirit (Fade Out) (BBC Radio One Session 09/14/94)
21. Bones (BBC Radio One Session 09/14/94)

## Kommerzieller Erfolg

### Chartplatzierungen
| ChartsChartplatzierungen       | Höchstplatzierung | Wochen |
| ------------------------------ | ----------------- | ------ |
| Deutschland (GfK)              | 73 (7 Wo.)        | 7      |
| Österreich (Ö3)                | 37 (1 Wo.)        | 1      |
| Vereinigte Staaten (Billboard) | 88 (24 Wo.)       | 24     |
| Vereinigtes Königreich (OCC)   | 4 (204 Wo.)       | 204    |

| ChartsJahrescharts (1995)    | Platzierung |
| ---------------------------- | ----------- |
| Vereinigtes Königreich (OCC) | 56          |

| ChartsJahrescharts (1996)    | Platzierung |
| ---------------------------- | ----------- |
| Vereinigtes Königreich (OCC) | 43          |

| ChartsJahrescharts (1997)    | Platzierung |
| ---------------------------- | ----------- |
| Vereinigtes Königreich (OCC) | 85          |

| ChartsJahrescharts (1998)    | Platzierung |
| ---------------------------- | ----------- |
| Vereinigtes Königreich (OCC) | 85          |

### Auszeichnungen für Musikverkäufe
| Land/Region                  | Auszeichnungen für Musikverkäufe (Land/Region, Auszeichnung, Verkäufe) | Verkäufe    |
| ---------------------------- | ---------------------------------------------------------------------- | ----------- |
| Argentinien (CAPIF)          | Gold                                                                   | 30.000      |
| Belgien (BRMA)               | Gold                                                                   | 25.000      |
| Europa (IFPI)                | Platin                                                                 | (1.000.000) |
| Italien (FIMI)               | Gold                                                                   | 25.000      |
| Kanada (MC)                  | 3× Platin                                                              | 300.000     |
| Neuseeland (RMNZ)            | 2× Platin                                                              | 30.000      |
| Niederlande (NVPI)           | Gold                                                                   | 50.000      |
| Vereinigte Staaten (RIAA)    | Platin                                                                 | 1.000.000   |
| Vereinigtes Königreich (BPI) | 4× Platin                                                              | 1.200.000   |
| Insgesamt                    | 4× Gold · 11× Platin ·                                                 | 2.660.000   |

Hauptartikel: Radiohead/Auszeichnungen für Musikverkäufe